# Deutscher Heimatschutz
Der Deutsche Heimatschutz (HS), auch nur Heimatschutz, war eine als Heimwehr von Angehörigen der deutschen Minderheit in der Slowakei gegründete paramilitärische Einheit, die der Waffen-SS unterstand. Er ging im August 1944 aus der slowakischen Freiwilligen Schutzstaffel (FS) hervor. Zu den Aufgaben gehörten der Schutz der deutschen Gebiete in der Slowakei, die Umsiedlung der deutschen Minderheit ins Reich, die Unterstützung der Einsatzgruppe H sowie die Verfolgung von jüdischen Flüchtlingen und Regimegegnern.

## Geschichte
Ab 1943 mehrten sich Berichte über Partisanenaktivitäten in der Ost- und Mittelslowakei. Im Sommer 1944 wurden in diesen Berichten auch das Absetzen sowjetischer Fallschirmjäger zum Aufbau von Partisaneneinheiten sowie sowjetische Waffenlieferungen erwähnt. Am 25. Juli 1944 fand in Bratislava ein Treffen slowakisch-deutscher Führer statt. Volksgruppenführer Franz Karmasin forderte zum Schutz der deutschen Siedlungen die Gründung einer paramilitärischen Organisation im slowakischen Staat. Am 19. August 1944 beschrieb Karmasin in einem zusammenfassenden Bericht an den Reichsführer SS Heinrich Himmler die Situation in der Slowakei als kritisch. Karmasin teilte Himmler auch mit, dass die Deutschen in der Slowakei mit dem Aufbau eines Heimatschutzes (HS) begonnen hätten, einer bewaffneten Organisation unter dem Kommando von Ferdinand Klug, Leiter der Freiwilligen Schutzstaffel (FS), mit Zustimmung der Deutschen Botschaft.
Die Hauptaufgabe des Heimatschutzes bestand darin, die deutsche Minderheit in der Slowakei vor möglichen Partisanenangriffen zu schützen. Der Slowakische Aufstand begann jedoch am 29. August 1944 früher als erwartet, wobei einige Waffen, welche zur Bewaffnung der Heimatschutz-Mitglieder vorgesehen waren, in die Hände von Partisanen fielen. Während des Aufstandes kam es zu schweren Kriegsverbrechen an Angehörigen der deutschen Minderheit in Gebieten, in denen Selbstschutzeinheiten nicht rechtzeitig aufgestellt worden waren, so beim Massaker von Glaserhau. Die Offiziere der Heimatschutzeinheiten galten als unerfahren und schlecht organisiert. Anfang September 1944 begann die Ausbildung von Mitgliedern der bewaffneten Organisation HS, an der 8000 deutsche Männer in der Slowakei beteiligt waren. Zum Zeitpunkt des Aufstandes standen die Heimatschutzeinheiten unter dem Kommando des SS-Obergruppenführers Gottlob Berger.
Nach dem Ausbruch des Aufstands wurden die Einheiten des Heimatschutzes verstärkt. Ende August 1944 erfolgte eine Eingliederung der Freiwilligen Schutzstaffel in den Heimatschutz. Der HS beteiligte sich an Militäraktionen gegen die Partisanen, die sich in den Bergen und Wäldern verstecken. Das KZ Sereď stand zeitweilig unter der Befehlsgewalt des Heimatschutzes; Mord und Willkür waren gängige Erscheinungen. Zusammen mit Hlinka-Gardisten beteiligte sich der Heimatschutz am 29. September 1944 an einer umfangreichen Razzia gegen Juden in Bratislava. Mitte Oktober 1944 übernahmen Angehörige des HS und des Sicherheitsdienstes des Reichsführers SS (SD) die Leitung der „Judensammelstelle“ in Bratislava. Im Gebäude der „Judenzentrale“, dem ehemaligen Zentrum jüdischen Widerstandes in der Slowakei, verhörten, folterten und ermordeten in einigen Fällen Mitglieder des Heimatschutz nun Juden, die zuvor von der Organisation festgenommen worden waren, mitunter auch aus eigener Initiative.
Die meisten Angehörigen des Heimatschutzes gelangten im Zuge der Niederschlagung des Aufstandes zur 32. SS-Freiwilligen-Grenadier-Division „30. Januar“ und die tauglichsten zur 31. SS-Freiwilligen-Grenadier-Division. Der Rest der Einheiten wurde im März 1945 durch SS-Obersturmbannführer Hans Thumser reorganisiert. Die Führung noch vorhandener einzelner Angehöriger des Heimatschutzes übernahm Oberst Rudolf Pilfousek, ehemals Offizier der tschechoslowakischen Armee, der später als Offizier der slowakischen Armee am Krieg gegen die Sowjetunion teilnahm und 1944 der SS als Standartenführer beitrat. Pilfousek war direkt dem SS-Obergruppenführer Gottlob Berger unterstellt. 1945 zogen die letzten Mitglieder des HS sich zusammen mit der Wehrmacht nach Westen aus der Slowakei zurück.